# Dmitri Jewgenjewitsch Djuschew
Dmitri Jewgenjewitsch Djuschew (russisch Дмитрий Евгеньевич Дюжев, belarussisch Дзмітрый Дзюжаў Dsmitryj Dsjuschau, englisch Dmitriy Dyuzhev, * 5. Januar 1990) ist ein Biathlet russischer Herkunft, der seit 2014 für Belarus startet.
Dmitri Djuschew lebt in Krasnojarsk, startet für Akademia Biathlona und wird von Jewgeni Djuschew trainiert. Er begann 2008 mit dem Biathlonsport. Sein internationales Debüt erfolgte für Russland startend bei den Juniorenweltmeisterschaften 2009 in Canmore, wo er als 34. des Sprints und 23. der Verfolgung für einen Russen eher schwache Platzierungen erreichte. Besser verliefen die Juniorenweltmeisterschaften zwei Jahre später in Nové Město na Moravě. Djuschew wurde 16. des Einzels, 12. des Sprints sowie Siebter des Verfolgungsrennens. Mit Nikolai Jakuschow, Alexandr Petschonkin und Iwan Krjukow gewann er als Schlussläufer der Staffel zudem hinter der deutschen Vertretung die Silbermedaille. Bei den Juniorenrennen der Sommerbiathlon-Weltmeisterschaften 2011 im weiteren Jahresverlauf an selber Stelle gewann er hinter Wladimir Golobkow und Iwan Krjukow zudem Bronze im Sprint, wurde Fünfter der Verfolgung und gewann mit Olga Jakuschowa, Olga Podtschufarowa und Nikolai Jakuschow den Titel im Mixed-Staffelrennen.
Seine ersten Rennen bei den Männern bestritt Djuschew 2011 in Annecy im Rahmen des IBU-Cup und erreichte Plätze zwischen 66 im Einzel und 51 in der Verfolgung. 2012 gewann er in Haute-Maurienne als 31. im Sprint und 20. der Verfolgung erste Punkte in der Rennserie.
Da er sich auf lange Sicht nicht im russischen Team durchsetzen konnte, wechselte er den Verband und startet seit der Saison 2014/15 international als Dsmitryj Dsjuschau für Belarus. Hier debütierte er 2015 in Ridnaun bei Rennen im IBU-Cup, wobei er als 82. des Sprints die Punkteränge weit verpasste. Dennoch kam Dsjuschau wenig später in Antholz zu seinem Debüt im Weltcup. Auch hier verpasste er als 88. des Sprints die Punkteränge weit, mit der Staffel wurde er an der Seite von Uladsimir Tschapelin, Raman Jaljotnau und Jury Ljadau 15. Es folgten die Europameisterschaften 2015 in Otepää als erste internationale Meisterschaft. Dsjuschau wurde 28. des Einzels und verpasste mit Uladsimir Tschapelin, Dsmitryj Abascheu und Jury Ljadau als Viertplatzierter knapp den Gewinn einer Medaille. Eine Woche später gewann er als 31. des Sprints in Nové Město na Moravě erstmals Punkte im Biathlon-Weltcup. Zuvor wurde er bei der erstmals ausgetragenen Single-Mixed-Staffel an der Seite von Nadseja Pissarawa Siebter.

## Biathlon-Weltcup-Platzierungen
Die Tabelle zeigt alle Platzierungen (je nach Austragungsjahr einschließlich Olympische Spiele und Weltmeisterschaften).
- 1.–3. Platz: Anzahl der Podiumsplatzierungen
- Top 10: Anzahl der Platzierungen unter den ersten zehn (einschließlich Podium)
- Punkteränge: Anzahl der Platzierungen innerhalb der Punkteränge (einschließlich Podium und Top 10)
- Starts: Anzahl gelaufener Rennen in der jeweiligen Disziplin
- Staffel: inklusive Mixed- und Single-Mixed-Staffeln

| Platzierung         | Einzel | Sprint | Verfolgung | Massenstart | Staffel | Gesamt |
| ------------------- | ------ | ------ | ---------- | ----------- | ------- | ------ |
| 1. Platz            |        |        |            |             |         |        |
| 2. Platz            |        |        |            |             |         |        |
| 3. Platz            |        |        |            |             |         |        |
| Top 10              |        |        |            |             | 4       | 4      |
| Punkteränge         | 2      | 3      | 1          |             | 10      | 16     |
| Starts              | 4      | 12     | 6          |             | 10      | 32     |
| Stand: Karriereende |        |        |            |             |         |        |